# 达温 (神话)
達溫（英語：Dawon），或稱聖虎達溫，繼承西藏神話的印度神話生物，是印度教女神難近母（Durga）的坐騎，其形象獅子、老虎皆有，大多時候是描繪成一隻純白兇猛的母老虎。
其事蹟就是和難進母一同對抗水牛形象的怪物摩醯濕（Mahishasur）。